# ثيودور إتش شوارتز
ثيودور إتش شوارتز (ولد في مدينة نيويورك)، عالم طبي وطبيب أكاديمي وجراح أعصاب أمريكي.
تخصص شوارتز في جراحة أورام المخ وأورام الغدة النخامية والصرع. يشتهر بتطويره لمجال الجراحة طفيفة التوغل لقاعدة الجمجمة والغدة النخامية بالمنظار الداخلي عبر الأنف، وبأبحاثه حول الاقتران الوعائي العصبي وانتشار الصرع.
يعد شوارتز أستاذًا في جراحة الأعصاب وطب الأنف والأذن والحنجرة وعلم الأعصاب ومدير قسم جراحة الأورام العصبية والصرع وجراحة الغدة النخامية في كلية طب وايل كورنيل، مستشفى نيويورك بريسبيتيريان. في عام 2014، حصل شوارتز على أول أستاذية مُنحت في قسم جراحة المخ والأعصاب في كلية طب وايل كورنيل، إذ سُمي أستاذ ديفيد وأورسيل بارنز في جراحة الأعصاب طفيفة التوغل. يعمل مديرًا لمعهد برنامج جراحة قاعدة الجمجمة والغدة النخامية طفيفة التوغل ومديرًا لمختبر أبحاث الصرع في قسم جراحة الأعصاب الذي يبحث في رسم خرائط الدماغ والاقتران الوعائي العصبي وبعض التقنيات الجديدة الأخرى لتصوير الصرع وعلاجه. مُول مختبر أبحاث الصرع، والذي يعد الآن جزءًا من معهد أبحاث الدماغ والعقل المطور حديثًا في كلية طب وايل كورنيل، من منح كي 08 وآر 21 وآر 01 من قبل المعهد الوطني للاضطرابات العصبية والسكتة الدماغية، وهو معهد أبحاث تابع لمعاهد الصحة الوطنية الأمريكية، بالإضافة إلى تمويل من عدة منظمات خاصة. عمل شوارتز عضوًا دائمًا في لجنة مراجعة منحة المؤسسة الوطنية لتنمية المهارات في المعهد الوطني للاضطرابات العصبية والسكتة الدماغية، وعمل أيضًا في مجالس تحرير صحيفة جراحة الأعصاب والجراحة العصبية العالمية.

## سيرة حياته
تخرج ثيودور شوارتز بامتياز وحصل على درجتي بكالوريوس في الفلسفة واللغة الإنجليزية من جامعة هارفارد في عام 1987. أثناء دراسته في جامعة هارفارد، حصل على منحة جون هارفارد للإنجاز الأكاديمي بين عامي 1985 و1987 وحصل على جائزة هوبس عن أطروحة تخرجه. تخرج شوارتز بعد ذلك بامتياز من كلية الطب بجامعة هارفارد في عام 1990. بعد إنهاء إقامته ورئاسته للمتدربين في جراحة الأعصاب في معهد الأعصاب في نيويورك التابع للمركز الطبي بجامعة كولومبيا، أكمل شوارتز تدريب الزمالة المتقدم في مستشفى ييل-نيو هافن في العلاج الجراحي لأورام المخ والصرع. حصل على زمالة فان فاغنن في الجمعية الأمريكية لجراحي الأعصاب، وتحمل اسم ويليام بّي فان فاغنن، وهو عضو مؤثر في جمعية هارفي كوشينغ. عُرف لدى الحكومة الألمانية حين حصل على زمالة فون هومبولت من مؤسسة ألكسندر فون هومبولت.
قدم شوارتز تعليقًا لوسائل الإعلام حول خبرته في جراحة الأعصاب. شمل ذلك عدة مؤسسات إخبارية إذاعية مثل أيه بي سي وإن بي سي وسي بي إس. استضافه برنامج لاري كينغ لايف التلفزيوني. نوقشت خبرته أيضًا خلال المقابلات المقتبسة والمنشورة في وول ستريت جورنال ونيويورك بوست ونيويورك ديلي نيوز وكرينز نيويورك بيزنس. يحاضر شوارتز ويعرض تقنياته الجراحية أمام جراحي الأعصاب وجراحي الأنف والأذن والحنجرة الآخرين حول العالم.

## عضويته في الجمعيات
بالإضافة إلى عمله أستاذًا لجراحة الأعصاب وطب الأنف والأذن والحنجرة وطب الأعصاب وعلم الأعصاب في كلية طب وايل كورنيل، يعد شوارتز عضوًا في العديد من الجمعيات المهنية، منها: الجمعية الطبية الأمريكية (1993)؛ وجمعية نيويورك الطبية (1994)؛ ومؤتمر جراحة الأعصاب (1995)؛ والرابطة الأمريكية لجراحة الأعصاب (1995)؛ وجمعية الصرع الأمريكية (1997)؛ وجمعية علم الأعصاب (1997)؛ وجمعية علم الأورام العصبية (1998)؛ وكلية الجراحين الأمريكية (2003)؛ وجمعية نيويورك لجراحة الأعصاب (2003)؛ وعربات الأطفال الطبية (2005)؛ والجمعية العلمية للأطباء (2005)؛ وجمعية قاعدة الجمجمة في أمريكا الشمالية (2005)؛ وخريجي المستشفى (2007)؛ ومجلس خريجي كورنيل (2008)؛ وجمعية جراحة الأعصاب الأمريكية (2008)؛ ومعهد علوم التصوير الطبي الحيوي (2008)؛ والجمعية الدولية لجراحي الغدة النخامية (2010)؛ والأكاديمية الأمريكية لجراحة الأعصاب (2010).

## أعماله المختارة
شارك شوارتز حتى اللحظة الراهنة في تأليف أكثر من 175 مقالة بحثية، و65 فصلًا في الكتب، بالإضافة إلى المشاركة في تحرير كتابين مدرسيين لجراحة الأعصاب حول موضوع جراحة التنظير الداخلي.

### الكتب
- طرق اقتران الأوعية الدموية. مينغروي تشاو (مؤلف/محرر) هونغتاو ما (مؤلف/محرر) ثيودور إتش شوارتز (مؤلف/محرر). مطبعة هيومانا. نيويورك. ولاية نيويورك؛ تاريخ النشر: 1 أغسطس 2014. النظام القياسي الدولي لترقيم الكتب 1493907239 | 978-1493907239.
- جراحة قاعدة الجمجمة بالمنظار. فيجاي كيه أناند (مؤلف/محرر)، ثيودور إتش شوارتز (مؤلف/محرر). دار بلورال للنشر. سان دييغو، كاليفورنيا؛ تاريخ النشر: 15 أبريل 2007. النظام القياسي الدولي لترقيم الكتب 159756060إكس  | 978-1597560603.
- جراحة الغدة النخامية بالمنظار: تدبير الغدد الصم وطب العيون العصبي والجراحي. ثيودور إتش شوارتز (محرر)، فيجاي كيه أناند (محرر). ثيمي، نيويورك؛ تاريخ النشر: 23 نوفمبر 2011 | النظام القياسي الدولي لترقيم الكتب 1604063475 | 978-1604063479.

### فصول الكتب
- صمغ جيلان نيكويست، أناند في كيه، شوارتز ث. الفصل 20 - «النهج العابر للرأس والحديبة» في جراحة قاعدة الجمجمة بالمنظار عبر الأنف والدماغ: نصائح وإرشادات. ستام أيه (محرر)؛ ثيم، نيويورك، ص 193- 200؛ تاريخ النشر: 24 أغسطس 2011 | النظام القياسي الدولي لترقيم الكتب 1604063106 | 978-1604063103.
- سينغ أيه، أناند في كيه، شوارتز ث. الفصل 47 - «التدبير الناجح لمضاعفات جراحة قاعدة الجمجمة بالمنظار» في جراحة قاعدة الجمجمة بالمنظار عبر الأنف وجراحة الدماغ: نصائح وإرشادات. ستام أيه (محرر)؛ ثيم، نيويورك، ص 396-401؛ تاريخ النشر: 24 أغسطس 2011 | النظام القياسي الدولي لترقيم الكتب 1604063106 | 978-1604063103.
- فريزر جيه إف، أناند في كيه، شوارتز ث. الفصل 46 - «نهج التنظير الداخلي» في التقنيات الأساسية في عمليات جراحة الأعصاب. جانديال آر (مؤلف)، ماك كورميك بّي (مؤلف)، بلاك بّي (مؤلف)؛ إلسفير، فيلادلفيا، بنسلفانيا، ص 328-338؛ تاريخ النشر: 25 أبريل 2011 | النظام القياسي الدولي لترقيم الكتب 1437709079 | 978-1437709070.
- سويدان إم، غرينفيلد جيه بّي، شوارتز ث. الفصل 29 - «نهج التنظير الداخلي لأورام الدماغ داخل البطينات» في شميدك وسويت: تقنيات عمليات جراحة الأعصاب: المؤشرات والطرق والنتائج، الطبعة السادسة. كوينونز- هينوجوزا أيه (محرر)؛ إلسفير، فيلادلفيا، بنسلفانيا، ص 351–356؛ تاريخ النشر: 6 يوليو 2012 | النظام القياسي الدولي لترقيم الكتب 1416068392 | 978-1416068396.
- موشيل واي أيه، أناند في كيه، هارتل آر، شوارتز ث. الفصل 26 - «المقاربات داخل الأنفية الموسعة للوصل القحفي الفقري» في جراحة الوصل القحفي الفقري، الطبعة الثانية. بامباكيديس إن، وديكمان سي، وسبيتسلر آر، وزونتاغ في (محررين)؛ ثيم، نيويورك؛ تاريخ النشر: 15 يونيو 2012 | النظام القياسي الدولي لترقيم الكتب 1604063386 | 978-1604063387.